# John Balfour (diplomate)
Pour les articles homonymes, voir Balfour (homonymie).
Ne doit pas être confondu avec John Hutton Balfour.
John Balfour (1894-1983) est un diplomate britannique.
Balfour est étudiant d'Oxford en allemand dans la ville de Freiberg lorsqu'éclate la Première Guerre mondiale. Il passe toute la guerre dans un camp allemand de prisonniers.
Durant son service au Foreign Office, Balfour est en poste au Portugal, en Espagne (1951–1954), Argentine, à Moscou et Washington DC. Hispanophile, Balfour est farouchement opposé au régime fasciste de Francisco Franco.
En 1983, Balfour publie ses mémoires, Not Too Correct an Aureole: Recollections of a Diplomat.